# Rojcsa
Rojcsa (horvátul: Rovišće) falu és község Horvátországban Belovár-Bilogora megyében.

## Fekvése
Belovártól légvonalban 10, közúton 11 km-re északnyugatra, a Bilo-hegység lejtőin fekszik. Itt halad át a Zágrábot Belovárral összekötő 28-as számú főút és a vasútvonal.

## A község települései
A községhez Domankuš, Draganić, Kakinac, Kovačevac, Kraljevac, Lipovčani, Podgorci, Predavac, Prekobrdo, Rojcsa, Tuk és Žabjak települések tartoznak.

## Története
A település már a középkorban is létezett. Első írásos említése Kálmán herceg 1232-ben kelt adománylevelében történt, melyben Rojcsa, Drag és Dragec nemeseinek birtokot adományoz. Gutkeled nembeli István szlavón bánnak egy 1255-ben kiadott, az elidegenített várföldek visszaadásáról szóló oklevele szerint a rojcsaiaknak már Kálmán király (Colomannus rex) kiváltságokat adományozott. Az oklevélből az is kitűnik, hogy Rojcsa abban az időben egy korabeli vármegyének megfelelő nagyobb szlavóniai közigazgatási egység, várispánság központja volt, ispánja pedig a Hahót nembeli IV. Hahót volt. IV. Béla király 1265-ben kelt oklevelében a rojcsai várjobbágyokat „iobagionescastri de Ryuche” alakban említi. A rojcsai várispánság a 14. századig létezett, ekkor fokozatosan Kőrös vármegyébe olvadt bele.
Plébániáját 1334-ben említik a zágrábi püspökséghez tartozó plébániák között „Item ecclesia sancte trinitatis de Ruuicha” néven. Ugyanezt a plébániát említik 1346-ban, 1428-ban, 1437-ben, 1451-ben és 1479-ben is. 1501-ben Tamás nevű plébánosát említik „Thomas plebanus in Roycha” alakban. 
Innen származik a legkorábbi 1425-ből fennmaradt földesúri adójegyzék, mely a rojcsai uradalom 407 falusi és mezővárosi lakójának adóját összegzi.
A török megszállás teljesen megváltoztatta az itteni táj képét. A lakosság legnagyobb része az ország biztonságosabb részeire menekült, másokat rabságba hurcoltak. Ezután ez a vidék több évtizedre lakatlanná vált. A török uralom után a területre a 17. századtól folyamatosan telepítették be a keresztény lakosságot. A település 1774-ben az első katonai felmérés térképén a falu „Dorf Rovische” néven szerepel. A település katonai közigazgatás idején a kőrösi ezredhez tartozott.
A település Lipszky János 1808-ban Budán kiadott repertóriumában „Rovische” néven szerepel.  
Nagy Lajos 1829-ben kiadott művében „Rovische” néven 451 házzal, 401 katolikus és 2037 ortodox vallású lakossal találjuk.
A katonai közigazgatás megszüntetése után Magyar Királyságon belül Horvátország részeként, Belovár-Kőrös vármegye Belovári járásának része volt. A településnek 1857-ben 612, 1910-ben 848 lakosa volt. Az 1910-es népszámlálás szerint lakosságának 59%-a horvát, 28%-a cseh, 9%-a szerb, 4%-a német anyanyelvű volt. 1918-ban az új szerb-horvát-szlovén állam, majd később Jugoszlávia része lett. 1941 és 1945 között a németbarát Független Horvát Államhoz, majd a háború után a szocialista Jugoszláviához tartozott. A háború után a fiatalok elvándorlása miatt lakossága folyamatosan csökkent. 1991-től a független Horvátország része. 1991-ben lakosságának 94%-a horvát nemzetiségű volt. 2011-ben a településnek 1.196 lakosa volt.

## Lakossága
| Lakosság változása | Lakosság változása | Lakosság változása | Lakosság változása | Lakosság változása | Lakosság változása | Lakosság változása | Lakosság változása | Lakosság változása | Lakosság változása | Lakosság változása | Lakosság változása | Lakosság változása | Lakosság változása | Lakosság változása | Lakosság változása |
| ------------------ | ------------------ | ------------------ | ------------------ | ------------------ | ------------------ | ------------------ | ------------------ | ------------------ | ------------------ | ------------------ | ------------------ | ------------------ | ------------------ | ------------------ | ------------------ |
| 1857               | 1869               | 1880               | 1890               | 1900               | 1910               | 1921               | 1931               | 1948               | 1953               | 1961               | 1971               | 1981               | 1991               | 2001               | 2011               |
| 612                | 561                | 531                | 708                | 797                | 848                | 858                | 934                | 949                | 1.002              | 1.084              | 1.187              | 1.156              | 1.253              | 1.272              | 1.196              |

## Nevezetességei
A Szentháromság tiszteletére szentelt római katolikus plébániatemploma 1791-ben épült késő barokk stílusban valószínűleg a középkori plébániatemplom alapjain. Ezt látszik igazolni a templom keleti tájolása, mely a középkori templomok sajátossága. A templom egyhajós, négyszög alaprajzú, valamivel szűkebb, négyszögletes szentéllyel, melyhez délről csatlakozik a sekrestye. A nyugati homlokzat előtt áll az 1828-ban épített, magas, karcsú, gúla alakú toronysisakal fedett harangtorony. A templom belül csehsüveg boltozatos. A bejárat feletti kórus két oszlopon nyugszik. A főoltár a Szentháromság, a mellékoltárok Páduai Szent Antal és a Rózsafüzér királynője tiszteletére vannak szentelve. A szószék egy budai mester műhelyében készült 1902-ben.

## Oktatás
A település első iskoláját 1830-ban alapították. 1876-ig kettős oktatás zajlott benne, katolikus és görögkeleti vallású tanulók számára. 1925-ben háromosztályos lett. Az 1951/52-es tanévben nyolcosztályossá bővült. A régi iskolaépület a templom közelében, a mai orvosi rendelőnél állt. 1961-ben új iskolaépület építésébe kezdtek, mely 1965-ben nyílt meg. Az épületet 2001-ben bővítették, a tornaterem 2003-ban nyílt meg.